# Монтре
Монтре (фр. Montreux, итал. Montreux) је град у југозападној Швајцарској. Монтре је значајан град у оквиру кантона Во.
Монтре је, као и суседни Вевеј, познат као монденско место са благом климом и великом осунчаношћу током године. Град је домаћин више фестивала, а у њему су често боравиле и живеле бројне познате личности (Владимир Набоков, Фреди Меркјури).

## Природне одлике
Монтре се налази у југозападном делу Швајцарске. Од најближег већег града, Лозане, град је удаљен 30 км источно, а од главног града, Берна град је удаљен 90 км јужно.
Рељеф: Монтре је смештен у североисточној обали Леманског језера, на приближно 390 метара надморске висине. Град је прибијен уз језеро, а северно од њега стрмо се уздижу брда и планине Бернских Алпа.
Клима: Клима у Монтреу је блага варијанта умерено континенталне климе због утицаја језера и положаја града на јужним падинама, које га штите од хладних утицаја севера.
Воде: Монтре је смештен на североисточној обали Леманског језера.

## Историја
Подручје Монтреа је било насељено још у време праисторије и Старог Рима, али није имало велики значај.
Монтре се јавља као важно насеље у 12. веку, када постаје важно средиште околног виногорја.
Током 19. века Монтре постаје монденско место, па се почиње нагло развијати и јачати економски. Ово благостање се задржало до дан-данас.

## Становништво
2008. године Монтре је имао око 24.000 становника.
Језик: Швајцарски Французи чине већину града и француски језик је доминира у граду. Од почетка развоја туризма градско становништво је досељавањем досељеника из других земаља постало веома шаролико, па се на улицама града чују бројни други језици.
Вероисповест: Месно становништво је прихватило калвинизам у 16. веку. Међутим, последњих деценија у граду се знатно повећао удео других вера.

## Привреда
Привреда града је махом везана за туризам. Околина града је познато виноградарско подручје у Швајцарској.

## Галерија
- Градска црква
- Градски казино
- Кип Фредија Меркјурија
- Стари хотел „Набоков“